# Барновский-Могила, Мирон
Мирон Барновский-Могила (Мирон Бернавский; молд. Мирон Барновски Мовилэ; ум. 2 июля 1633) — господарь Молдавского княжества с 20 января 1626 по 30 августа 1629 и с апреля по 22 июня 1633 года.

## Биография
Мать Мирона Барновского была племянницей Иеремии и Симиона Могилы.
Мирон занимал чин чашника (1611), спэтара (1615—1618) и пыркэлаба Хотина (1618—1621), гетмана и портара Сучавы (1622—1626). В последние годы правления тяжело больного Раду Михни Барновский исполнял важную роль в управлении страной.
Мирон Барновский-Могила был избран господарём Молдавского княжества в начале 1626 года.
Он установил нормы эксплуатации монастырских, боярских и господарских цыган-рабов, определил сроки преследования беглых вечинов (7 лет), снарядил посольство архимандрита Варлаама в Русское царство, архимандрит по возвращении вернулся в Молдову с иконописцами, и новыми богослужебными книгами на славянском и греческом языках. Во время второго правления турки начали подозревать, что Барновский склоняется к полякам. Его завлекли в Константинополь и там обезглавили.

## Память
- Почтовая марка Молдовы, 1997 год